# Martín Vassallo Argüello
Martín Vassallo Argüello es un extenista profesional argentino nacido el 10 de febrero de 1980 en Temperley.

## Carrera
Su mayor logro es haber logrado acceder a la cuarta ronda (octavos de final) de Roland Garros en 2006. Entró en el torneo tras superar la fase de clasificación, venciendo en primera ronda al estadounidense Paul Goldstein, luego en segunda ronda venció al favorito francés Sébastien Grosjean y al holandés Raemon Sluiter en tercera ronda.
Junto al también tenista argentino Juan Pablo Guzmán fundó la página web Segundosaque.com.

## Torneos ATP (1; 0+1)

### Individuales (0)

#### Clasificación en torneos del Grand Slam
| Torneo               | 2010 | 2009 | 2008 | 2007 | 2006 | 2005 | 2004 | 2003 | 2002 | Títulos |
| -------------------- | ---- | ---- | ---- | ---- | ---- | ---- | ---- | ---- | ---- | ------- |
| Abierto de Australia | 1r   | 1r   | 1r   | 1r   | -    | -    | -    | -    | -    | 0       |
| Roland Garros        | -    | 2r   | 2r   | 2r   | 4r   | -    | -    | -    | 1r   | 0       |
| Wimbledon            | -    | 2r   | 2r   | 1r   | -    | -    | 1r   | -    | -    | 0       |
| US Open              | -    | 1r   | 1r   | 1r   | -    | -    | -    | -    | -    | 0       |
| Tennis Masters Cup   | -    | -    | -    | -    | -    | -    | -    | -    | -    | 0       |

### Dobles (1)

#### Títulos
| Leyenda                |
| ---------------------- |
| Grand Slam (0)         |
| Tennis Masters Cup (0) |
| ATP Masters Series (0) |
| ATP Tour (1)           |

| N.º | Fecha                 | Torneo   | Superficie    | Pareja         | Oponentes en la final     | Resultado |
| --- | --------------------- | -------- | ------------- | -------------- | ------------------------- | --------- |
| 1.  | 26 de febrero de 2007 | Acapulco | Tierra batida | Potito Starace | Lukáš Dlouhý Pavel Vízner | 6-2 6-2   |

## Torneos Challengers (17; 8+9)

### Individuales (8)

#### Títulos
| N.º | Fecha                   | Torneo       | Superficie    | Oponente en la final  | Resultado      |
| --- | ----------------------- | ------------ | ------------- | --------------------- | -------------- |
| 1.  | 29 de abril de 2002     | Roma         | Tierra batida | Filippo Volandri      | 6-4 6-0        |
| 2.  | 12 de mayo de 2003      | Kosice       | Tierra batida | Hermes Gamonal        | 6-3 6-3        |
| 3.  | 7 de julio de 2003      | Oberstaufen  | Tierra batida | Andreas Seppi         | 6-1 6-4        |
| 4.  | 28 de julio de 2003     | Trani        | Tierra batida | Francisco Fogues      | 6-3 7-5        |
| 5.  | 22 de enero de 2007     | Santiago     | Tierra batida | Fabio Fognini         | 1-6 7-5 6-4    |
| 6.  | 6 de octubre de 2008    | Asunción     | Tierra batida | Leonardo Mayer        | 3-6 6-3 7-6(2) |
| 7.  | 20 de octubre de 2008   | Buenos Aires | Tierra batida | Rubén Ramírez Hidalgo | 6-3 4-6 7-5    |
| 8.  | 24 de noviembre de 2008 | Lima         | Tierra batida | Sergio Roitman        | 6-2 4-6 6-4    |

#### Finalista (12)
| N.º | Fecha                    | Torneo        | Superficie    | Oponente en la final | Resultado         |
| --- | ------------------------ | ------------- | ------------- | -------------------- | ----------------- |
| 1.  | 24 de septiembre de 2001 | São Paulo-2   | Tierra batida | Edgardo Massa        | 6-7(1) 7-6(5) 4-6 |
| 2.  | 31 de diciembre de 2001  | São Paulo-1   | Dura          | Frederic Niemeyer    | 6-7(6) 1-0 RET    |
| 3.  | 14 de julio de 2003      | Olbia         | Tierra batida | Nicolás Almagro      | 2-6 3-6           |
| 4.  | 18 de agosto de 2003     | Manerbio      | Tierra batida | Olivier Patience     | 6-3 3-6 6-7(3)    |
| 5.  | 19 de abril de 2004      | Bermuda       | Tierra batida | Luis Horna           | 4-6 6-4 4-6       |
| 6.  | 20 de junio de 2005      | Reggio Emilia | Tierra batida | Thierry Ascione      | 3-6 0-6           |
| 7.  | 6 de noviembre de 2006   | Buenos Aires  | Tierra batida | Guillermo Cañas      | 3-6 4-6           |
| 8.  | 24 de septiembre de 2007 | Nápoles       | Tierra batida | Yuri Shchukin        | 6-7(3) 1-6        |
| 9.  | 5 de noviembre de 2007   | Asunción      | Tierra batida | Franco Ferreiro      | 4-6 RET           |
| 10. | 5 de mayo de 2008        | Rabat         | Tierra batida | Thomaz Bellucci      | 2-6 2-6           |
| 11. | 2 de junio de 2008       | Prostějov     | Tierra batida | Agustín Calleri      | 0-6 3-6           |
| 12. | 3 de mayo de 2010        | San Remo      | Tierra batida | Gastón Gaudio        | 5-7 0-6           |

### Dobles (9)

#### Títulos
| N.º | Fecha                    | Torneo         | Superficie    | Pareja                | Oponentes en la final        | Resultado        |
| --- | ------------------------ | -------------- | ------------- | --------------------- | ---------------------------- | ---------------- |
| 1.  | 5 de noviembre de 2001   | Montevideo     | Tierra batida | Diego del Río         | Gastón Etlis Mariano Hood    | Walkover         |
| 2.  | 15 de julio de 2002      | Aptos          | Dura          | Amir Hadad            | Brandon Coupe Brandon Hawk   | 6-4 6-4          |
| 3.  | 28 de abril de 2003      | Roma           | Tierra batida | Amir Hadad            | Manuel Jorquera Diego Moyano | 6-4 3-6 6-3      |
| 4.  | 9 de junio de 2003       | Biella         | Tierra batida | Stefano Galvani       | Jordan Kerr Tom Vanhoudt     | 3-6 7-6(4) 6-3   |
| 5.  | 30 de junio de 2003      | Mantova        | Tierra batida | Enzo Artoni           | Elia Grossi Stefano Tarallo  | 6-2 6-3          |
| 6.  | 27 de septiembre de 2004 | Dubrovnik      | Tierra batida | Juan Pablo Brzezicki  | Leonardo Azzaro Yuri Schukin | 6-1 6-2          |
| 7.  | 29 de agosto de 2005     | Kiev           | Tierra batida | Diego Junqueira       | Lukáš Dlouhý Jan Mertl       | 6-4 6-4          |
| 8.  | 3 de abril de 2006       | Aguascalientes | Tierra batida | Juan Martín del Potro | Héctor Almada Víctor Romero  | 7-5 7-5          |
| 9.  | 5 de noviembre de 2007   | Asunción       | Tierra batida | Carlos Berlocq        | Adrián García Tomeu Salvá    | 7-5 6-7(5) 13-11 |

#### Finalista (7)
| N.º | Fecha                   | Torneo   | Superficie    | Pareja                | Oponentes en la final            | Resultado      |
| --- | ----------------------- | -------- | ------------- | --------------------- | -------------------------------- | -------------- |
| 1.  | 8 de octubre de 2001    | Lima     | Tierra batida | José Acasuso          | Enzo Artoni Daniel Melo          | 2-6 6-1 6-7(7) |
| 2.  | 22 de abril de 2002     | Nápoles  | Tierra batida | Leonardo Olguin       | Gabriel Trifu Vladímir Volchkov  | 5-7 6-7(5)     |
| 3.  | 2 de junio de 2003      | Sassuolo | Tierra batida | Enzo Artoni           | Paul Baccanello Stefano Galvani  | 5-7 6-2 5-7    |
| 4.  | 16 de mayo de 2005      | Zagreb   | Tierra batida | Enzo Artoni           | Gabriel Trifu Tom Vanhoudt       | 2-6 6-4 5-7    |
| 5.  | 14 de noviembre de 2005 | Aracaju  | Tierra batida | Carlos Berlocq        | Máximo González Sergio Roitman   | 4-6 7-6(7) 3-6 |
| 6.  | 3 de julio de 2006      | Biella   | Tierra batida | Juan Martín del Potro | Lucas Arnold Ker Agustín Calleri | 6-7(5) 2-6     |
| 7.  | 13 de noviembre de 2006 | Asunción | Tierra batida | Carlos Berlocq        | Tomas Behrend André Ghem         | 6-3 3-6 3-10   |